# Nadia et Sarra
Nadia et Sarra è un film del 2004 diretto da Moufida Tlatli.